# Yves Raynaud
Pas d'image ? Cliquez ici

a Compétitions nationales et continentales officielles uniquement.

b Matchs officiels uniquement.
Yves Raynaud, né le 6 mai 1937 à Carcassonne et mort le 17 juin 2000 à Villemoustaussou, est un joueur de rugby à XIII international français évoluant au poste d'ailier dans les années 1950, 1960 et 1970.
Il joue au rugby à XIII au sein du club de l' AS Carcassonne avec lequel il se constitue un fort palmarès remportant le Championnat de France en 1966, 1967 et 1972, ainsi que quatre titres de Coupe de France en 1961, 1963, 1967 et 1968.
Fort de ses performances en club, il côtoie l'équipe de France et compte une sélection officielle le 17 décembre 1967 affrontant l'Australie.

## Palmarès
- Collectif : 
  - Vainqueur du Championnat de France : 1966, 1967 et 1972 (Carcassonne).
  - Vainqueur de la Coupe de France : 1961, 1963, 1967 et 1968 (Carcassonne).
  - Finaliste du Championnat de France : 1968 (Carcassonne).
  - Finaliste de la Coupe de France : 1960, 1965 et 1973 (Carcassonne).

### Détails en sélection
| 1. | 17 décembre 1967 | Australie | 7-7 | Test-match | Ailier | - | - | - | - |